# Ліжертаун (Нью-Джерсі)
Ліжертаун (англ. Leisuretowne) — переписна місцевість (CDP) в США, в окрузі Берлінгтон штату Нью-Джерсі. Населення — 3842 особи (2020).

## Географія
Ліжертаун розташований за координатами 39°53′36″ пн. ш. 74°42′29″ зх. д. / 39.89333° пн. ш. 74.70806° зх. д. (39.893420, -74.708177).  За даними Бюро перепису населення США в 2010 році переписна місцевість мала площу 5,29 км², з яких 4,96 км² — суходіл та 0,33 км² — водойми.

## Демографія
Згідно з переписом 2010 року, у переписній місцевості мешкали 3582 особи в 2204 домогосподарствах у складі 1078 родин. Густота населення становила 677 осіб/км².  Було 2351 помешкання (444/км²).
Расовий склад населення:
| - 96,1 % — білих - 2,6 % — чорних або афроамериканців - 0,7 % — азіатів - 0,1 % — корінних американців |

До двох чи більше рас належало 0,4 %. Частка іспаномовних становила 1,0 % від усіх жителів.
За віковим діапазоном населення розподілялося таким чином: 2,9 % — особи молодші 18 років, 30,5 % — особи у віці 18—64 років, 66,6 % — особи у віці 65 років та старші. Медіана віку мешканця становила 71,1 року. На 100 осіб жіночої статі у переписній місцевості припадало 71,1 чоловіків;  на 100 жінок у віці від 18 років та старших — 70,0 чоловіків також старших 18 років.
Середній дохід на одне домашнє господарство  становив 45 355 доларів США (медіана — 35 045), а середній дохід на одну сім'ю — 61 819 доларів (медіана — 55 731). Медіана доходів становила 38 015 доларів для чоловіків та 55 469 доларів для жінок. За межею бідності перебувало 7,4 % осіб, у тому числі 0,0 % дітей у віці до 18 років та 3,8 % осіб у віці 65 років та старших.
Цивільне працевлаштоване населення становило 729 осіб. Основні галузі зайнятості: роздрібна торгівля — 22,2 %, освіта, охорона здоров'я та соціальна допомога — 19,5 %, будівництво — 13,9 %, оптова торгівля — 8,5 %.